# نیماعت‌حپ دوم
نیماعت‌حپ دوم (انگلیسی: Nimaathap II؛ زنده و فعال در ۲۴۵۰ پیش از میلاد) یک ملکه همسر در مصر باستان بود که در دوران حکمرانی دودمان پنجم در پادشاهی کهن مصر زندگی می‌کرد. نی‌ماعت‌حپ دوم تنها از طریق یک انتساب بر روی درِ کاذب مصطبه‌اش شناخته شده است. این کتیبه در دوران باستان دچار آسیب و فرسایش شده، اما القابی که در زمان زندگی‌اش به او داده شده بودند، همچنان خوانا هستند.

## زندگی
شواهد بسیار اندکی از وجود نی‌ماعت‌حپ دوم باقی مانده است. مصرشناس جورج رایزنر تلاش‌های متعددی برای مرتبط کردن محل دفن نی‌ماعت‌حپ دوم با نیمهٔ نخست دودمان پنجم انجام داد و حتی آن را تا دوران فرمانروایی فراعنه‌ای چون نیوسررع نیز گسترش داد.
مصرشناس دیگری به نام لیزا کوچمن صباحی تلاش دارد نی‌ماعت‌حپ دوم را به دوره‌ای بسیار پیش‌تر نسبت دهد. او شباهت‌هایی میان عنوان‌های نی‌ماعت‌حپ دوم و یکی از ملکه‌های اواخر دودمان چهارم مصر بونفر مطرح می‌کند و این دو را هم‌دوره می‌داند.
مصرشناس فرانسوی، میشل بو، یادآور می‌شود که طبقه‌بندی رایزنر از محل دفن نی‌ماعت‌حپ دوم بر پایهٔ تلاش او برای بازسازی دودمان‌های سلطنتی اواخر دورهٔ چهارم انجام شده است. با این حال، بو نیز تاریخ‌گذاری او را به نیمهٔ نخست دودمان پنجم نسبت می‌دهد.
پیتر یانوشی، در تحلیل انتقادی خود از تاریخ‌گذاری محل دفن نی‌ماعت‌حپ دوم، نتیجه‌گیری‌های رایزنر را مورد پرسش قرار داده و آن‌ها را متناقض می‌خواند. او همچنین پیشنهاد صباحی را رد می‌کند و آن را مبتنی بر فرضیات نامطمئن می‌داند. یانوشی خاطرنشان می‌کند که ارتباط دادن شخصیت‌ها صرفاً بر پایهٔ عنوان‌هایشان روش قابل اعتمادی برای همهٔ تدفین‌ها نیست، چرا که شواهدی وجود دارد مبنی بر اینکه کتیبه‌ها اغلب مدت‌ها پس از دفن افزوده یا تغییر داده شده‌اند. او همچنین تأکید می‌کند که تاریخ‌گذاری محل دفن بونفر نیز مسئله‌ای حل‌نشده است.
در مقابل، یانوشی ترجیح می‌دهد که بقایای ساختاری گورستان اطراف را با دقت بررسی کند، و بر همین اساس نتیجه می‌گیرد که تدفین نی‌ماعت‌حپ دوم تنها زمانی ممکن بوده که دودمان پنجم به‌خوبی شکل گرفته و در جریان بوده باشد.